# Уццано
Уццано (итал. Uzzano) — коммуна в Италии, располагается в регионе Тоскана, в провинции Пистоя.
Население составляет 5 695 человека (31-5-2019), плотность населения составляет 730,13 чел./км². Занимает площадь 7,8  км². Почтовый индекс — 51010. Телефонный код — 0572.
Покровителем коммуны почитается святой Мартин Турский, празднование 11 ноября.

## Демография
Динамика населения:

## Администрация коммуны
- Официальный сайт: http://www.comune.uzzano.it/

## Примечание
1. ↑  Statistiche demografiche ISTAT. demo.istat.it. Дата обращения: 2 декабря 2019. Архивировано из оригинала 24 июля 2019 года.